# Ню-Берта
Ной-Беерта (нід. Nieuw-Beerta; нід. вимова: [niu ˈbeːrtaː]) — село у муніципалітеті Олдамбт у провінції Гронінген, Нідерланди.